# مايكل توماس
مايكل توماس (بالإنجليزية: Michael Thomas)‏ (24 أغسطس 1967 المملكة المتحدة - ) هو لاعب كرة قدم بريطاني يلعب كلاعب وسط.

## مسيرته الكروية
لعب مايكل توماس خلال مسيرته الاحترافية مع 6 أندية في ثمانية عشر موسمًا وسجل خلالها 35 هدفًا ضمن 337 مباراة. حيث فاز في موسمين بالكأس وفي موسمين بالدوري.
خاض مايكل توماس مسيرته مع نادي بورتسموث في موسم 1986–87 لمدة موسم واحد، مشاركًا في 3 مباريات ولم يسجل أي هدف. ثم انتقل إلى نادي أرسنال في موسم 1987–88 ليلعب معه خمسة مواسم، حيث شارك في 163 مباراة سجل خلالها 24 هدفًا. لينتقل بعدها إلى نادي ليفربول في موسم 1991–92 في المرة الأولى ليلعب معه سبعة مواسم ثم في موسم 1999–00 لمدة موسم واحد، مشاركًا طوالها في 135 مباراة سجل خلالها 10 أهداف. ثم انتقل إلى نادي ميدلزبره في موسم 1997–98 لمدة موسم واحد، مشاركًا في 10 مباريات ولم يسجل أي هدف. هذا وانتقل لاحقًا إلى نادي بنفيكا في موسم 1998–99 لمدة موسم واحد، مشاركًا في 18 مباراة سجل خلالها هدفًا واحدًا. ثم انتقل بعدها إلى نادي ويمبلدون في موسم 2000–01 لمدة موسم واحد، مشاركًا في 8 مباريات ولم يسجل أي هدف.

## روابط خارجية
- مايكل توماس على موقع IMDb (الإنجليزية)
- مايكل توماس على موقع الاتحاد الأوربي (الإنجليزية)
- مايكل توماس على موقع قاعدة بيانات كرة القدم.إي يو (الإنجليزية)
- مايكل توماس على موقع ناشيونال فوتبول تيمز (الإنجليزية)
- مايكل توماس على موقع Soccerbase.com (لاعب) (الإنجليزية)
- مايكل توماس على موقع عالم كرة القدم.نت (الإنجليزية)